# Tykocin (ville)
Pour les articles homonymes, voir Tykocin.

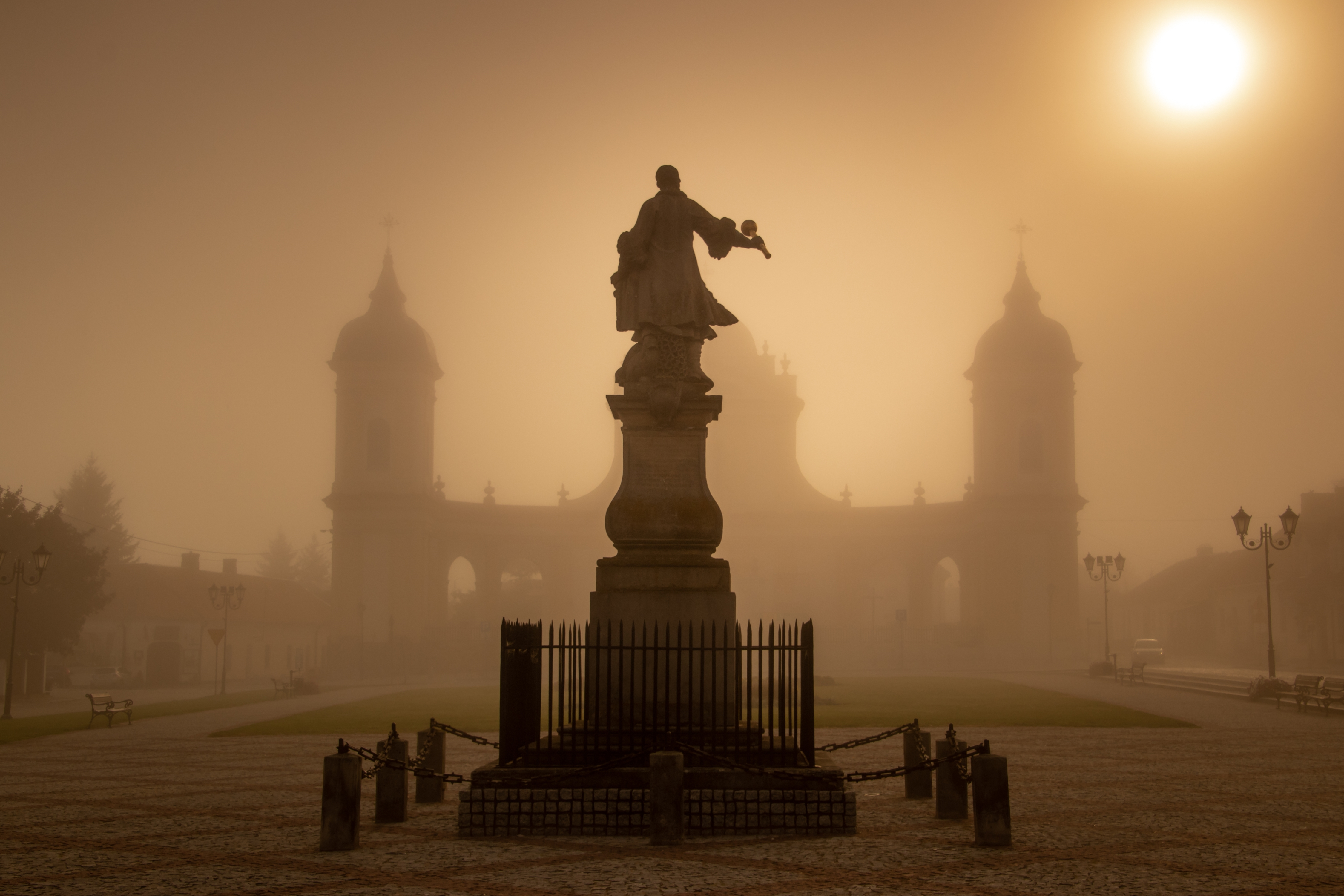
Monument à Stefan Czarniecki à Tykocin. Aout 2019.

Tykocin est une ville polonaise de la voïvodie de Podlachie et du powiat de Białystok. Elle est le siège de la gmina de Tykocin; elle s'étend sur 28,97 km2 et comptait 1.907 habitants en 2008. C'est également la ville natale de Mordechai Mark Zamenhof, le père de Ludwik Lejzer Zamenhof, le créateur de l'espéranto.

## Histoire
Le 25 août 1941, les juifs de la ville sont rassemblés sur la place du marché. 1 400 sont transportés dans la forêt de Lupochowo proche de la ville et assassinés (pogrom de Tykocin). Certains juifs réussissent à se cacher mais sont retrouvés et assassinés à leur tour par la police polonaise. 150 sont provisoirement enfermés dans le ghetto de Bialystok. Après guerre, certains survivants reviennent dans la ville mais sont harcelés par des nationalistes polonais les poussant à quitter la région.